# Garavito (cratère)
Pour les articles homonymes, voir Garavito.
Garavito un est cratère d'impact localisé dans l'hémisphère sud de la face cachée de la Lune. Il est situé au nord-nord-ouest du grand cratère Poincaré et à l'ouest du cratère Chrétien. Il doit son nom à l'astronome et ingénieur colombien Julio Garavito Armero.